# George B. Churchill

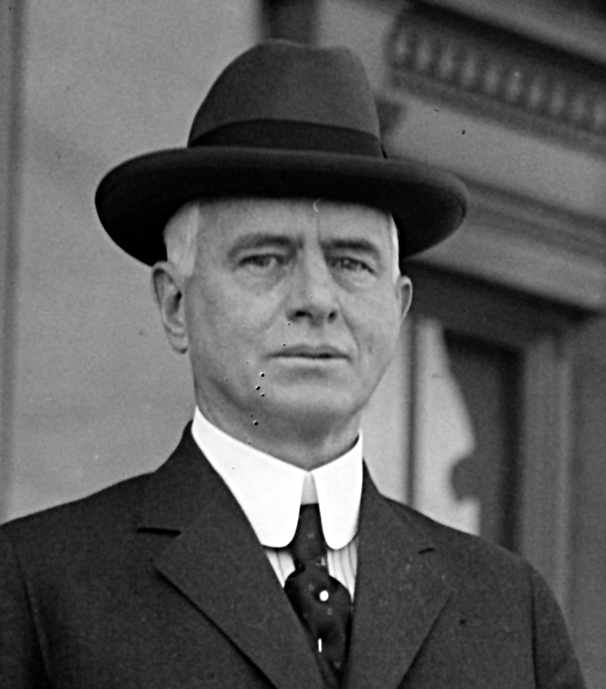
George B. Churchill (1925)

George Bosworth Churchill (* 24. Oktober 1866 in Worcester, Massachusetts; † 1. Juli 1925 in Amherst, Massachusetts) war ein US-amerikanischer Politiker. Im Jahr 1925 vertrat er den Bundesstaat Massachusetts im US-Repräsentantenhaus.

## Werdegang
George Churchill besuchte die öffentlichen Schulen seiner Heimat sowie das Amherst College. Im Jahr 1892 arbeitete er als Lehrer in Worcester. Zwischen 1892 und 1894 studierte er an der University of Pennsylvania in Philadelphia. Danach studierte er zunächst an der Universität Straßburg und dann bis 1897 an der Friedrich-Wilhelms-Universität zu Berlin, wo er über eine Arbeit zu König Richard III. promovierte. Nach seiner Rückkehr in die Vereinigten Staaten arbeitete er bis 1898 für das Magazin Cosmopolitan. Zwischen 1898 und 1925 lehrte er Englische Literatur am Amherst College. In Amherst war er von 1905 und 1925 als Diskussionsleiter (Moderator) tätig.
Gleichzeitig schlug Churchill als Mitglied der Republikanischen Partei eine politische Laufbahn ein. In den Jahren 1917 und 1919 saß er im Senat von Massachusetts. Bei den Kongresswahlen des Jahres 1924 wurde er im zweiten Wahlbezirk seines Staates in das US-Repräsentantenhaus in Washington, D.C. gewählt, wo er am 4. März 1925 die Nachfolge von Frederick H. Gillett antrat. Dieses Mandat konnte er bis zu seinem Tod am 1. Juli 1925 ausüben.